# Fylgia amazonica
Fylgia amazonica es la única especie del género Fylgia, en la familia Libellulidae. Vive en Latinoamérica, desde Venezuela hasta el norte de Brasil. Es una especie propia de bosques profundos que cría en charcas estancadas. 